# Kald det søvn
Kald det søvn (originaltitel: Call It Sleep) er en bog skrevet af den amerikanske forfatter Henry Roth i 1934. Den handler om en ung dreng, der vokser op i en jødisk ghetto i New York Citys Lower East Side i begyndelsen af 1900-tallet.
Selvom den blev godt modtaget af anmelderne, så solgte bogen dårligt ved udgivelsen, og blev ikke genudgivet i 30 år. Dens popularitet steg for alvor, da den blev anmeldt af litteraturkritikeren Irving Howe på forsiden af The New York Times Book Review den 25. oktober, 1964. Paperback-versionen, der blev udgvet Avon, solgte over 1 million eksemplarer. Romanen var inkluderet på Time magazine's liste over 100 bedste engelsksprogede romaner skrevet siden 1923.